# Jeffrey Tambor
Jeffrey Tambor est un acteur américain, né le 8 juillet 1944 à San Francisco.

## Biographie
Jeffrey Michael Tambor est né à San Francisco en Californie. Il est le fils de Eileen et de Michael R. « Mike » Tambor. Jeffrey a des origines hongroises et grandit dans une famille juive. Il est diplômé de l'Université d'État de San Francisco où il étudia le théâtre et obtint une maîtrise dans une université à Détroit.

## Accusations de harcèlement sexuel
Le 8 novembre 2017, dans le sillage de l'affaire Harvey Weinstein, Tambor est accusé de harcèlement sexuel par son ancienne assistante Van Barnes. Il nie catégoriquement. Le 16 novembre 2017, l'actrice Trace Lysette porte des accusations supplémentaires contre Tambor, qui répond « J'ai de profonds regrets si un de mes actes a jamais pu être interprété par erreur comme sexuellement agressif ou s'il m'est arrivé d'offenser ou de blesser quelqu'un. Mais le fait est que, malgré tous mes défauts, je ne suis pas un prédateur et l'idée que quelqu'un puisse me considérer comme tel est plus pénible que je ne peux l'exprimer. » Quelques jours plus tard, la maquilleuse Tamara Delbridge accuse elle aussi Tambor d'inconvenances sexuelles sur le plateau du film de 2001 Never Again. Tambor dit ne pas se souvenir de l'incident, mais s'excuse « pour tout désagrément ou toute offense que je pourrais lui avoir causé sans le vouloir. »
À ce moment, Tambor avait quitté la série Transparent, déclarant le 19 novembre : « J'ai déjà exprimé comme mon regret serait profond si un de mes actes était interprété erronément comme agressif, mais l'idée que j'aie délibérément harcelé qui que ce soit est purement et simplement fausse. Vu l'atmosphère politisée qui semble avoir affligé notre équipe, je ne vois pas comment je pourrais retourner à Transparent. »

## Filmographie

### Cinéma

#### Films
- 1979 : Justice pour tous de Norman Jewison : Jay Porter
- 1981 : Saturday the 14th de Howard R. Cohen : Waldemar
- 1982 : The Dream Chasers de Arthur R. Dubs et David E. Jackson : Jeffrey Bauman
- 1983 : Mister Mom de Stan Dragoti : Jinx
- 1983 : The Man Who Wasn't There de Bruce Malmuth : Boris Potemkin
- 1984 : Pris sur le vif (No Small Affair) de Jerry Schatzberg : Ken
- 1985 : Desert Hearts de Donna Deitch : Jerry
- 1987 : Trois heures, l'heure du crime (Three O'Clock High) de Phil Joanou : M. Rice
- 1989 : Brenda Starr (en) de Robert Ellis Miller : Vladimir
- 1990 : Meurtre sur répondeur (en) (Lisa) de Gary Sherman : Mr. Marks
- 1990 : Pastime de Robin B. Armstrong : Peter LaPorte
- 1991 : Chienne de vie de Mel Brooks : Vance Crasswell
- 1991 : La Vie, l'Amour, les Vaches de Ron Underwood : Lou
- 1992 : Article 99 de Howard Deutch : Dr. Leo Krutz
- 1992 : Crossing the Bridge de Mike Binder : Oncle Alby
- 1993 : L'otage d'une vengeance de Ken Wiederhorn : Willie
- 1994 : Radioland Murders de Mel Smith : Walt Whalen, Jr.
- 1998 : Rencontre avec Joe Black de Martin Brest : Quince
- 1998 : Mary à tout prix de Peter et Bobby Farrelly : Sully, l'ami de Pat
- 1999 : Mrs. Tingle de Kevin Williamson : Coach 'Spanky' Wenchell
- 1999 : Les Muppets dans l'espace de Tim Hill : K. Edgar Singer
- 2000 : Une vie volée de James Mangold : Dr Melvin Potts
- 2000 : Le Grinch de Ron Howard : le maire Augustus May Who
- 2001 : Never Again d'Eric Schaeffer (en)
- 2004 : Hellboy de Guillermo del Toro : Tom Manning
- 2004 : Eurotrip de Jeff Schaffer : Mr Thomas
- 2007 : Slipstream de Anthony Hopkins : Geek / Jeffrey / Dr. Geekman
- 2008 : Hellboy 2 : Les Légions d'or maudites de Guillermo del Toro : Tom Manning
- 2008 : Super Héros Movie de Craig Mazin : Dr. Whitby
- 2009 : Mytho-Man de Ricky Gervais et Matthew Robinson : Anthony
- 2009 : Very Bad Trip de Todd Phillips : Sid Garner
- 2010 : Meeting Spencer de Malcolm Mowbray : Harris Chappell
- 2010 : Operation Endgame de Fouad Mikati : Le Diable
- 2011 : Very Bad Trip 2 de Todd Phillips : Sid Garner
- 2011 : Paul de Greg Mottola : Adam Shadowchild
- 2011 : Monsieur Popper et ses pingouins (Mr. Popper's Penguins) de Mark Waters : Monsieur Gremmins
- 2011 : Les Winners de Tom McCarthy : Stephen Vigman
- 2011 : Flypaper de Rob Minkoff : Gordon Blythe alias Vicellious Drum
- 2013 : Very Bad Trip 3 de Todd Phillips : Sid Garner
- 2016 : Mr. Wolff (The Accountant) de Gavin O'Connor : Francis Silverberg
- 2017 : La Mort de Staline (The Death of Stalin) d'Armando Iannucci : Gueorgui Malenkov
- 2017 : 55 Steps de Bille August : Mort Cohen

#### Films d'animation
- 1987 : The Nativity
- 1990 : The Easter Story : Peter
- 1993 : Jonny's Golden Quest : Dr Zin
- 2006 : WordGirl : M. Big
- 2009 : Monstres contre Aliens : Carl Murphy
- 2010 : Raiponce : Lord Jamie
- 2010 : Scooby-Doo : Abracadabra : M. Calvin Curdles
- 2020 : Les Trolls 2 : Tournée mondiale : le roi Peppy

### Télévision

#### Téléfilms et séries télévisées
- 1977 : Kojak : Medical Examiner
- 1978 : Starsky et Hutch : Randolph
- 1979 : Taxi : Congressman Walter Griswald
- 1979 - 1982 : Three's Company : Dr Phillip Greene / Dr Tom Miller / Winston Cromwell III / Jeffrey Brookes
- 1979 - 1980 : The Ropers : Jeffrey P. Brookes III
- 1980 : Alcatraz: The Whole Shocking Story : Dankworth
- 1981 : Barney Miller : William Klein
- 1981 : A Gun in the House : Lance Kessler
- 1981 : The Star Maker : Harry Lanson
- 1981 - 1983 : La croisière s'amuse : Mr. Rogers / Lawrence
- 1981 - 1987 : Capitaine Furillo : Judge Alan Wachtel
- 1981 : Pals : Harry Miller
- 1982 : CBS Children's Mystery Theatre : Nick Alessio
- 1982 : Nine to Five : Franklin Hart
- 1982 : Take Your Best Shot : Alden Pepper
- 1982 : M*A*S*H : Maj. Reddish
- 1983 : Gloria : Dr Webber
- 1983 : Cocaine: One Man's Seduction : Mort Broome
- 1983 : Sadat : Sharaff
- 1983 : Oh Madeline : Wesley
- 1983 : The Awakening of Candra : Professor Michael Silver
- 1984 : The Three Wishes of Billy Grier : Dr Lindsey
- 1984 : Robert Kennedy & His Times : Pierre Salinger
- 1985 - 1986 : La Cinquième Dimension : Stephen Montgomery / Milton
- 1986 : Mr. Sunshine : Prof. Paul Stark
- 1986 : Le Cheval de feu (Wildfire)
- 1986 - 1987 : Jonny Quest : Hard Rock
- 1987 - 1988 : Max Headroom : Murray
- 1988 : Arabesque : Russell Armstrong
- 1988 : La Loi de Los Angeles : Gordon Salt
- 1989 : Studio 5-B : Lionel Goodman
- 1989 : Docteur Doogie : Hospital Board Member
- 1989 - 1991 : Les Craquantes : Dr Stevens
- 1990 : Madame est servie : Fred/Ed Hartwell
- 1990 : Equal Justice : Harry Beeker
- 1990 : Les Contes de la crypte : Charlie Marno, Saison 2 Épisode 1 : « La Prophétie » (Dead right)
- 1990 : A Quiet Little Neighborhood, a Perfect Little Murder : Don Hecker
- 1990 - 1991 : American Dreamer : Joe Baines
- 1991 : Empty Nest : Dr Binder
- 1992 : The Burden of Proof : Sennett
- 1992 : 1775 : Colonial Governor
- 1993 : The Webbers : Gerald Webber
- 1993 : Living and Working in Space: The Countdown Has Begun : Dr. Stockton
- 1993 : Dinosaures : Hank Hibler
- 1994 : Another Midnight Run : Bernie Abbot
- 2003 - 2019 : Arrested Development : George Bluth Sr. et Oscar Bluth
- 2006 : Twenty Good Years : Jeffrey
- 2007 : Welcome to The Captain : « Uncle » Saul
- 2008 : Entourage : Lui-même
- 2009 : Supernatural : Angel
- 2010 : Rex Is Not Your Lawyer : Dr Barry Cohen
- 2012-2014 : New York, unité spéciale : avocat de la défense Lester Cohen (saison 14, épisodes 16 et 21 ; saison 15, épisodes 3 et 22)
- 2013 : Phil Spector (téléfilm) de David Mamet : Bruce Cutler
- 2013-2014 : Raising Hope : Arnold (Saison 4, Episodes 1 et 22)
- 2014 - 2017 : Transparent : Maura Pfefferman

#### Séries d'animation
- 1990 : Bill and Ted's Excellent Adventure : voix additionnelles
- 1992 : Batman : Crocker
- 2008 : Batman : L'Alliance des héros : Arlequin
- 2010 : Archer : Len Trexler
- 2010 : Scooby-Doo : Mystères associés : Gill Littlefoot
- 2015 : Star Butterfly : Glossarick

## Distinctions

### Récompenses
- Golden Globes 2015 : meilleur acteur dans une série musicale ou comique pour Transparent
- Primetime Emmy Awards 2015 : meilleur acteur pour Transparent
- Emmy Awards 2016 : meilleur acteur dans une comédie pour Transparent[5]

## Voix françaises
| - Gérard Darier dans : - Super Héros Movie - Les Winners - The Good Wife (série télévisée) - 55 Steps - The Millers (série télévisée) - The Orville (série télévisée) - Richard Leblond (*1944 - 2018) dans : - Very Bad Trip - Very Bad Trip 2 - Very Bad Trip 3 - Raising Hope (série télévisée) - Jean-Luc Kayser dans : - Hellboy - Hellboy 2 - Archer (voix) - Michel Paulin dans : - Eurotrip - Paul | - Jean-Jacques Moreau dans : - Mytho-Man - Phil Spector (téléfilm) et aussi - Daniel Russo dans Les Contes de la crypte - Pierre Hatet dans Chienne de vie - Hervé Caradec dans Rencontre avec Joe Black - Michel Mella dans Mary à tout prix - Roger Lumont dans Pollock - Benoît Allemane dans À la recherche de Lily (téléfilm) - Alain Choquet dans Arrested Development (série télévisée) - Xavier Fagnon dans Raiponce (voix) - Philippe Catoire dans Monsieur Popper et ses pingouins - Éric Hémon dans Un combat, cinq destins (téléfilm) - Michel Dodane dans Psych : Enquêteur malgré lui (série télévisée) - François Siener dans Mr. Wolff - Féodor Atkine dans La Mort de Staline |